# Hayska ridhuset

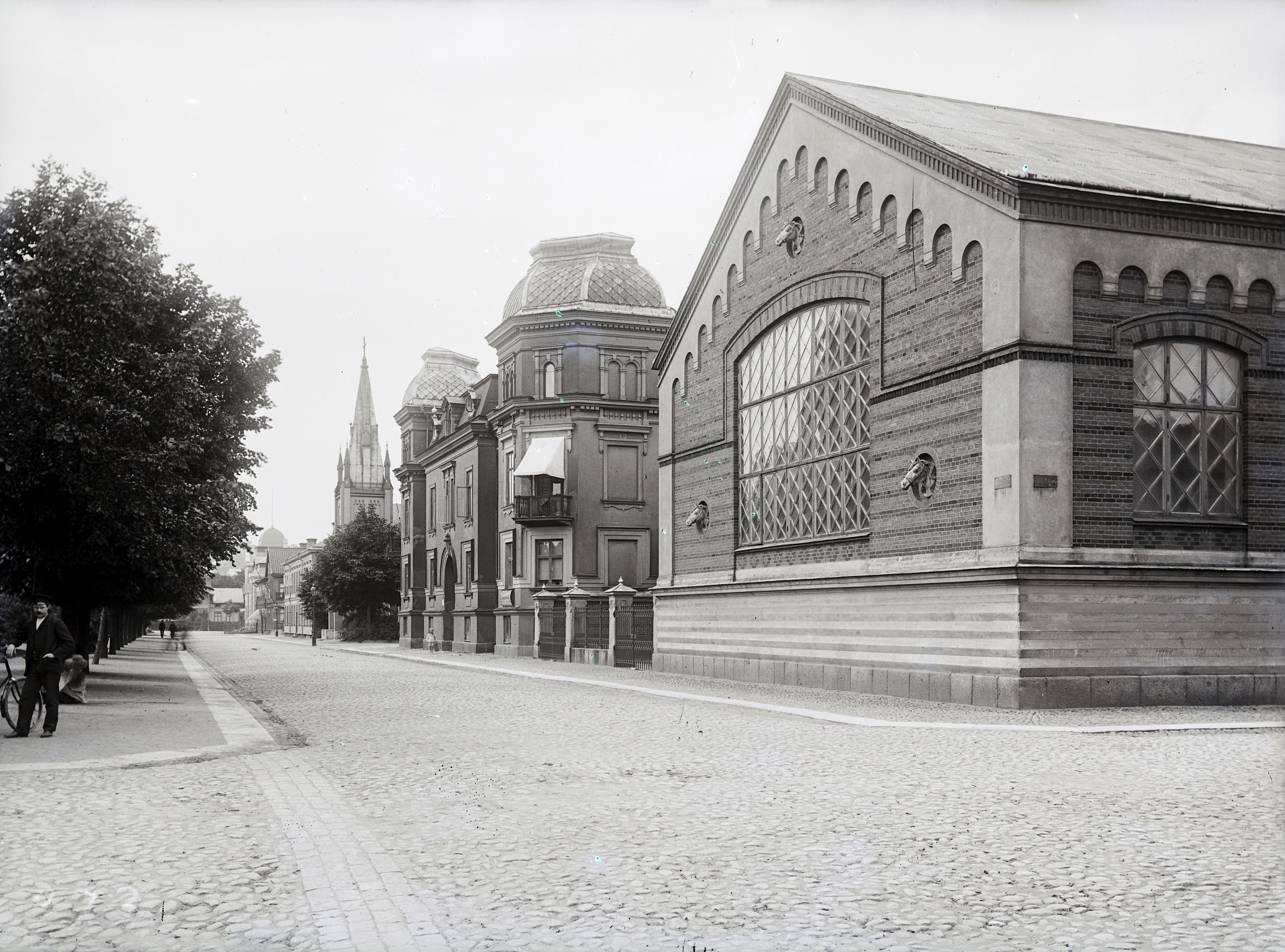
Nygatan sedd västerut från Trädgårdsgatan, med Hayska ridhuset, Viktoriahuset och dåvarande Metodistkyrkan Sankt Johanneskyrkan

Hayska ridhuset var ett privat ridhus, som uppfördes 1878–1879 till disponenten vid Jönköpings tändsticksfabrik Bernhard Hay. Den ligger i hörnet Trädgårdsgatan/Nygatan på Väster. Tändsticksfabrikens disponentbostad, Villa Strand, låg två kvarter norrut, i Järnvägsgatans förlängning.
Hayska ridhuset var ett av två ridhus som uppfördes i innerstaden vid slutet av 1800-talet. Det andra var Frickska ridhuset vid Fisktorget, nuvarande Museiparken.
Ridhuset ritades av Magnus Isaeus. Gaveln mot Nygatan är dekorerad med tre hästhuvuden, som är skapade i höganäskeramik. Byggnaden är uppförd i rött tegel med vita cementfogar på en granitsockel.